# 戴维·朱利叶斯
戴维·傑伊·朱利叶斯（英語：David Jay Julius，1955年11月4日—），美国生理学家，加利福尼亚大学旧金山分校教授，曾获邵逸夫生命科学及医学奖，2021年诺贝尔生理学或医学奖。

## 生平
朱利叶斯是纽约布里顿海滩人，1977年在麻省理工学院拿到本科学位。1984年于加州大学伯克利分校在杰里米·索纳、兰迪·谢克曼指导下获博士学位。1989年在哥伦比亚大学教授理查德·阿克塞尔的指导下完成了对5-HT1C受体的博士后研究。

## 奖项和荣誉

### 奖项
- 2010年因对辨认涉及伤害性作用的离子通道的研究获邵逸夫奖[7]。同年也获得阿斯图里亚斯亲王奖科学技术奖。[8]
- 2017年获加拿大盖尔德纳国际奖。[9]
- 2020年获科维理奖。[7]
- 2021年10月4日因「發現溫度和觸覺的受體」而获诺贝尔生理学或医学奖。

### 荣誉
2004年当选美国国家科学院院士。